# 神木隆之介
神木 隆之介（かみき りゅうのすけ、1993年〈平成5年〉5月19日 - ）は、日本の俳優、声優、YouTuber、ナレーター。埼玉県富士見市出身。Co-LaVo（コラボ）所属（2021年4月にアミューズから移籍）。

## 来歴

### デビュー
出生当初に大病を経験しており、「今こうしてここに立てていると思うと、奇跡だなぁと思う」と本人は語っている。事務所に母が応募して合格。1995年、CMデビュー。1996年、テレビドラマ『東京卒業』（TBS系）で国分太一演じる正木立郎の幼少期役でドラマデビュー。2005年、所属事務所をアミューズに移籍。

### 俳優業
2004年、映画『お父さんのバックドロップ』において、プロレスラーの父親と距離を置く息子役を演じた。
2005年、映画『妖怪大戦争』の稲生タダシ役で主演し、日本アカデミー賞・新人俳優賞を受賞。
2006年7月1日放送の『探偵学園Q』のキュウ（連城究）役でドラマ初主演。同ドラマは2007年、連続ドラマ化された。
2007年、上半期連続テレビ小説『どんど晴れ』でNHK朝ドラ初出演。
2008年、倉本聰が脚本を手掛けたテレビドラマ『風のガーデン』においてサヴァン症候群を持つ白鳥岳役を演じた。
2010年、NHKスペシャルドラマ『心の糸』では松雪泰子の息子役を演じ、手話とピアノの特訓を受けた。
2011年、『心の糸』でモンテカルロ・テレビ祭男優賞にノミネートされた。10月から放送されたテレビドラマ『11人もいる!』で主演。
2012年、映画『劇場版 SPEC〜天〜』に出演。同年夏公開の『桐島、部活やめるってよ』では「ヘタレ」の高校生を演じた。
同年、NHKの大河ドラマ『平清盛』で源義経を演じた。2005年、小学5年生の時に大河ドラマ『義経』で牛若丸を演じており、大河ドラマで作品を変えて、同じ人物の幼少期と成人期を演じた。
2013年、テレビドラマ『家族ゲーム』に出演。

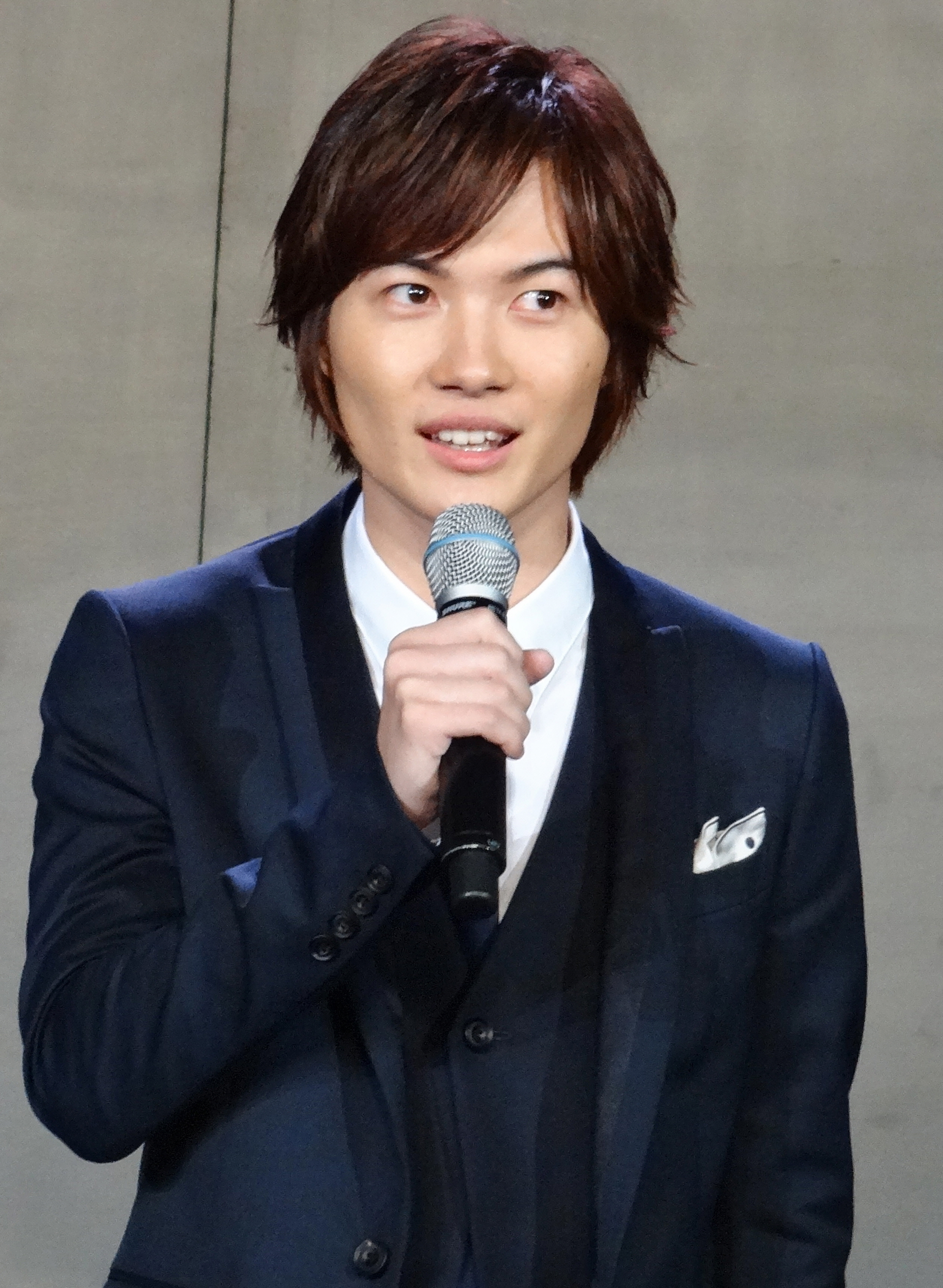
『るろうに剣心 京都大火編 / 伝説の最期編』レッドカーペット（2014年）

2014年、映画『るろうに剣心 京都大火編 / 伝説の最期編』に出演し、原作でも人気の高い瀬田宗次郎役を演じた。
2019年、舞台『キレイ〜神様と待ち合わせした女〜』で、初めて舞台作品への出演を果たした。
2023年、連続テレビ小説『らんまん』で主演。同年9月に自身のファンクラブを設立した。

### 声優業
2001年、スタジオジブリ製作の長編アニメーション映画『千と千尋の神隠し』に坊役で出演し、声優デビュー。
2009年、アニメ映画『サマーウォーズ』に小磯健二役で主演。
2016年、アニメ映画『君の名は。』に立花瀧役で主演し、声優アワード「主演男優賞」を受賞した。同作品は当時、興収ランキングが『千と千尋の神隠し』、『タイタニック』、『アナと雪の女王』に次ぐ日本第4位、邦画歴代2位を記録した。

### その他
2020年5月19日より『デビュー25周年記念プロジェクト』を始動することを発表。同年6月18日、第一弾として、YouTubeチャンネル『リュウチューブ』を開設。神木隆之介デビュー25周年記念プロジェクトのオリジナルロゴをデザインしたのは、神木と親交のあるグラフィックデザイナーの佐藤卓。
2021年4月1日付けで16年間所属したアミューズから、同事務所が出資する新会社「Co-LaVo（コラボ）」に移籍。
2021年5月15日付けでスクウェア・エニックスよりリリース中で、自身もプレイ中だったゲーム「ファイナルファンタジーXIV」アンバサダーに就任。

## 人物
- 2021年現在歴代邦画興行収入ランキングの第2位『千と千尋の神隠し』第3位『君の名は。』第5位『ハウルの動く城』のいずれにも声優として出演している。また、同6位で実写映画では第1位の『踊る大捜査線 THE MOVIE 2 レインボーブリッジを封鎖せよ!』にも出演している。
- 趣味は写真撮影。鉄道が好きで鉄道を撮影するのが趣味だったが、そこから派生して写真撮影自体も好きになった[25]。撮影した写真が『はなまるマーケット』2012年アルバム大賞最優秀賞に選ばれたことがある[26]。
- 学生時代から漫画や小説やライトノベルを読むことが好きだと公言している。本を読むことが苦にならなくなったきっかけは高校1年生の時に読んだ『神のみぞ知るセカイ』[27]。
- 子供の頃は水泳が苦手だったが、『妖怪大戦争』の撮影で沼にはまるシーンを演じているうちに克服した[28]。
- 日出中学校（現・目黒日本大学中学校）時代は卓球部に所属[29][30]。高校時代は研音部に所属していた[31]。
- YOASOBIの大ファンであり、プライベートでライブに行くことが多い[32]。
- SEKAI NO OWARI のボーカルFukaseの大ファン。映画『メアリと魔女の花』の舞台挨拶にて本人を目の前に愛を語るほどである。Fukaseも神木隆之介との2ショットを「兄弟」とタイトルをつけ、Instagramに載せている。
- 『風のガーデン』出演時には、テクラ・バダジェフスカの曲「乙女の祈り」を数週間かけて練習し、ノーカットで撮影された[33]。
- 映画『3月のライオン』で主人公・桐山零を演じるために、プロ棋士から指導を受け、将棋の腕前に「アマ初段免状」を授与された[34]。
- 両親から“神木家家訓”として挙げられた三ヶ条「性格のかわいい人でありなさい」「真逆の意見でも一度は受け入れなさい」「実るほど頭を垂れる稲穂かな」を常に心に留め置いて行動しているという[35]。
- 神木の同級生には志田未来・川島海荷・野村周平・Hey!Say!JUMPの山田涼介、知念侑李、中島裕翔などがいる。
- 11歳上の姉がいる[36]。

## 出演
太字は主演、もしくはメインキャラクター。

### テレビドラマ
- 東京卒業（1996年12月23日、TBS） - 正木立郎（幼少期） 役（ドラマデビュー作）
- グッドニュース（1999年4月11日 - 6月27日、TBS） - 黒沢直也 役
- 大河ドラマ（NHK総合）
  - 葵 徳川三代（2000年） - 五郎太丸 役
  - 義経（2005年） - 牛若 役
  - 平清盛（2012年） - 源義経 役
  - いだてん〜東京オリムピック噺〜（2019年） - 五りん 役[37]
- 鉄甲機ミカヅキ（2000年10月23日 - 2001年3月24日、フジテレビ） - 岩動風雄（幼少期） 役
- QUIZ（2000年4月14日 - 6月23日、TBS） - 高野生 役
- 涙をふいて（2000年10月11日 - 12月20日、フジテレビ） - 淵上良太 役
- 科捜研の女 第2シリーズ 第2話（2000年10月26日、テレビ朝日） - 園田祐介 役
- 慎吾ママドラマ・スペシャル 「おっはー」は世界を救う!（2001年1月8日、フジテレビ）
- 仮面ライダーアギト（2001年2月25日 - 3月18日・10月14日 - 12月23日、テレビ朝日） - 謎の少年（謎の青年の少年期） 役[38]
- ムコ殿（2001年4月12日 - 6月28日、フジテレビ） - 新井努 役
- マリア 第7話（2001年8月22日、TBS） - 近藤雅史 役
- BSフジ開局1周年記念特別企画 医者と患者（2001年12月2日、BSフジ） - 及川健太 役
- 救命病棟24時 新春スペシャル救出タイムリミット（2002年1月1日、フジテレビ） - 稲本遼太 役
- はみだし刑事情熱系 第6作 第20話（2002年2月27日、テレビ朝日） - 坂沼亮 役
- ウエディングプランナー SWEETデリバリー（2002年4月10日 - 6月26日、フジテレビ） - 寺島拓 役
- Surprise Saturday 探偵家族（2002年7月13日 - 9月14日、日本テレビ） - 田中太郎 役[39]
- 平岩弓枝のお美也 第2・3・5話（2002年4月12日・4月19日・5月3日、NHK総合） - 遊佐清一郎 役
- サイコドクター 第6話（2002年11月13日、日本テレビ） - 北村健太 役
- 彼女たちのクリスマス イブの夜に贈る4人の女性の物語「楽しい家族旅行」（2002年12月24日、関西テレビ） - 佐野良平 役
- シナリオ登竜門2002 沈まない骨（2003年3月8日、日本テレビ） - 主演・河合昇太 役
- ぼくの魔法使い 第2話（2003年4月26日、日本テレビ） - 黒木正和（幼少期） 役
- Dr.コトー診療所 第5話 - 第7話・第11話（2003年7月31日 - 8月14日・9月11日、フジテレビ） - 杉本竜一 役
- 爆竜戦隊アバレンジャー 第36話（2003年11月2日、テレビ朝日） - ケラト 役
- ほんとにあった怖い話（フジテレビ）
  - 第1シリーズ「深夜の鏡像」（2004年1月10日） - 主演・小沢直也 役
  - 夏の特別編2018「見えない澱」（2018年8月18日） - 主演・佐々木裕介 役[40]
- 連続ドラマW（WOWOW）
  - 1周年記念作品 恋愛小説（2004年3月14日）[注釈 4] - 久保聡史（少年時代） 役
  - 東野圭吾「変身」（2014年7月27日 - 8月24日） - 主演・成瀬純一 役[41]
  - 鉄の骨（2020年4月18日 - 5月16日） - 主演・富島平太 役[42]
- 大奥スペシャル〜幕末の女たち〜（2004年3月26日、フジテレビ） - 徳川慶福 役
- あいくるしい（2005年4月10日 - 6月26日、TBS） - 真柴幌 役
- 探偵学園Q（日本テレビ） - 主演・キュウ（連城究） 役
  - 単発ドラマ（2006年7月1日）
  - 連続ドラマ（2007年7月3日 - 9月11日）
- 東京タワー 〜オカンとボクと、時々、オトン〜（2006年11月18日、フジテレビ） - 中川雅也（少年期） 役
- 瑠璃の島 スペシャル2007（2007年1月6日、日本テレビ） - 宮原詩音 役
- 連続テレビ小説（NHK総合）
  - どんど晴れ（2007年4月 - 9月） - 浅倉智也 役
    - どんど晴れ スペシャル「一本桜」（2011年4月24日）

  - らんまん（2023年4月3日・14日 - 9月29日） - 主演・槙野万太郎 役[43][44]（モデル：牧野富太郎）
- スパセカ劇場 番組内ショート・ドラマ 「弟なのか、恋人なのか、それが問題だ」（2007年6月、北海道テレビ） - ユウジ 役
- 風のガーデン（2008年10月9日 - 12月18日、フジテレビ） - 白鳥岳 役
- 赤鼻のセンセイ（2009年7月8日 - 9月9日、日本テレビ） - 八重樫守 役
- ブラッディ・マンデイ Season2 第6話・第7話（2010年2月27日・3月6日、TBS） - 藤代壮太（ホーネット） 役（友情出演）
- SPEC〜警視庁公安部公安第五課 未詳事件特別対策係事件簿〜（2010年10月8日 - 12月17日、TBS） - 一十一 役
  - SPEC〜翔〜（2012年4月1日）
  - SPEC〜零〜（2013年10月23日）
- 心の糸（2010年11月27日、NHK総合） - 永倉明人 役[45]
- 高校生レストラン（2011年5月7日 - 7月2日、日本テレビ） - 坂本陽介 役[46]
- 11人もいる!（2011年10月21日 - 12月16日、テレビ朝日） - 主演・真田一男 役[47]
- ブラックボード〜時代と戦った教師たち〜 第3夜 学級崩壊「夢」（2012年4月7日、TBS） - 大宮正樹 役
- プレミアムドラマ 小暮写眞館（2013年3月31日 - 4月21日、NHK BSプレミアム） - 主演・花菱英一 役[48]
- 家族ゲーム（2013年4月17日 - 6月19日、フジテレビ） - 沼田慎一 役[49]
- 山田太一ドラマスペシャル 時は立ちどまらない（2014年2月22日、テレビ朝日） - 浜口光彦 役
- 金田一少年の事件簿N（neo） 第1話（2014年7月19日、日本テレビ） - 蔵沢光 役（特別出演）[50]
- おやじの背中 第9話「父さん、母になる!?」（2014年9月7日、TBS） - 新城達也 役[51]
- 世にも奇妙な物語 '14秋の特別編「未来ドロボウ」（2014年10月18日、フジテレビ） - 主演・白井直輝 役[52]
- 学校のカイダン（2015年1月10日 - 3月14日、日本テレビ） - 雫井彗（伊勢崎トオル） 役[53]
- サムライせんせい（2015年10月23日 - 12月12日、テレビ朝日） - 坂本龍馬（楢崎梅太郎） 役[54]
- やすらぎの郷 最終話（2017年9月29日、テレビ朝日） - 羽村俊一郎 役
  - やすらぎの刻〜道 第2週（2019年4月15日 - 4月19日、テレビ朝日） - 羽村俊一郎 役
- 刑事ゆがみ（2017年10月12日 - 12月14日、フジテレビ） - 主演・羽生虎夫 役[55]
- やけに弁の立つ弁護士が学校でほえる（2018年4月21日 - 5月26日、NHK総合） - 主演・田口章太郎 役[56]
- 集団左遷!!（2019年4月21日 - 6月23日、TBS） - 滝川晃司 役[57]
- おじさまと猫（2021年1月7日 - 3月25日、テレビ東京） - ふくまる 役（声の出演）[58]
- コントが始まる（2021年4月17日 - 6月19日、日本テレビ） - 朝吹瞬太 役[59]
- 神木隆之介の撮休（2022年1月7日 - 2月26日、WOWOWプライム） - 主演・神木隆之介（本人） 役[60]
- 妻、小学生になる。（2022年1月21日 - 3月25日、TBS） - 古賀友利 役[61]
- ビリオン×スクール（2024年7月5日 - 9月13日、フジテレビ） - 内巻雫役（友情出演）[62]
- 終りに見た街（2024年9月21日、テレビ朝日） - 五十嵐 役[63]
- 日曜劇場 海に眠るダイヤモンド（2024年10月20日 - 12月22日、TBS） - 主演・鉄平 / 玲央 役[64][65][66]

### 映画
- 踊る大捜査線 THE MOVIE 2 レインボーブリッジを封鎖せよ!（2003年7月19日、東宝） - スリ一家長男 役
- ROCKERS（2003年9月27日、ギャガ） - 少年のコーちゃん 役
- 恋愛小説（2004年6月19日、WOWOW） - 久保聡史（少年時代） 役
- SURVIVE STYLE5+（2004年9月25日、東宝） - 小林慶一 役
- お父さんのバックドロップ（2004年10月9日、シネカノン） - 主演・下田一雄 役（宇梶剛士とのW主演）
- インストール（2004年12月25日、角川映画） - 青木かずよし 役
- ZOO「SO-far そ・ふぁー」（2005年3月15日、東映ビデオ） - 主演・少年（ぼく） 役
- 妖怪大戦争（2005年8月6日、松竹） - 主演・稲生タダシ 役
  - 妖怪大戦争 ガーディアンズ（2021年8月13日、東宝 / KADOKAWA） - 加藤先生 役[67]
- 大日本人（2007年6月2日、松竹） - 童ノ獣 役
- 遠くの空に消えた（2007年8月18日、ギャガ） - 主演・楠木亮介 役
- Little DJ〜小さな恋の物語（2007年12月15日、デスペラード） - 主演・高野太郎 役
- 20世紀少年 最終章 ぼくらの旗（2009年8月29日、東宝） - 勝俣忠信（中学時代） 役
- 劇場版SPECシリーズ（東宝） - 一十一（当麻陽太） 役
  - 劇場版 SPEC〜天〜（2012年4月7日）
  - 劇場版 SPEC〜結〜 漸ノ篇（2013年11月1日）
  - 劇場版 SPEC〜結〜 爻ノ篇（2013年11月29日）
- 桐島、部活やめるってよ（2012年8月11日、ショウゲート） - 主演・前田涼也 役[68]
- るろうに剣心 京都大火編 / 伝説の最期編（2014年8月1日 / 9月13日、ワーナー・ブラザース映画） - 瀬田宗次郎 役[69]
  - るろうに剣心 最終章 The Final（2021年4月23日、ワーナー・ブラザース映画） - 瀬田宗次郎 役[70]
- 神さまの言うとおり（2014年11月15日、東宝） - 天谷武 役[71]
- 脳内ポイズンベリー（2015年5月9日、東宝） - 石橋 役[72]
- バクマン。（2015年10月3日公開、東宝） - 主演・高木秋人 役（佐藤健とのW主演）[73]
- 太陽（2016年4月23日、角川映画） - 主演・奥寺鉄彦 役（門脇麦とのW主演）[74]
- TOO YOUNG TO DIE! 若くして死ぬ（2016年6月25日、東宝 / アスミック・エース） - 関大助 役[75]
- 3月のライオン（2017年3月18日・4月22日、東宝 / アスミック・エース） - 主演・桐山零 役[76]
- ジョジョの奇妙な冒険 ダイヤモンドは砕けない 第一章（2017年8月4日、東宝 / ワーナー・ブラザース映画） - 広瀬康一 役[77]
- 茅ヶ崎物語 〜MY LITTLE HOMETOWN〜（2017年9月16日、ライブ・ビューイング・ジャパン） - 宮治淳一（学生時代） 役[78]
- フォルトゥナの瞳（2019年2月15日、東宝） - 主演・木山慎一郎 役[79]
- 屍人荘の殺人（2019年12月13日、東宝） - 主演・葉村譲 役[80]
- ラストレター（2020年1月17日、東宝） - 乙坂鏡史郎（回想） 役[81]
- ノイズ（2022年1月28日、ワーナー・ブラザース映画） - 守屋真一郎 役[82]
- ホリック xxxHOLiC（2022年4月29日、松竹 / アスミック・エース） - 主演・四月一日君尋 役[注釈 5][83]
- GHOSTBOOK おばけずかん（2022年7月22日、東宝） - 古本屋の店主 役[84]
- Dr.コトー診療所（2022年12月16日、東宝） - 杉本竜一 役[85]
- 大名倒産（2023年6月23日、松竹） - 主演・松平小四郎 役[86]
- ゴジラ-1.0（2023年11月3日、東宝） - 主演・敷島浩一 役[87]
- アット・ザ・ベンチ 第4編（2024年11月15日、SPOON）
- 聖☆おにいさん THE MOVIE〜ホーリーメン VS 悪魔軍団〜（2024年12月20日、東宝） - ヨハネ 役[88]

### 舞台
- キレイ〜神様と待ち合わせした女〜（2019年12月4日 - 29日、Bunkamura シアターコクーン / 2020年1月13日 - 19日、博多座 / 2020年1月25日 - 2月2日、フェスティバルホール） - ハリコナ（少年） 役[89]
- COCOON PRODUCTION 2021+大人計画「パ・ラパパンパン」（2021年11月3日 - 28日、Bunkamura シアターコクーン / 12月4日 - 12日、森ノ宮ピロティホール） - 編集者 役[90]

### テレビアニメ
- アニ×パラ〜あなたのヒーローは誰ですか〜 episode12（2021年4月25日、NHK BS1） - 主演・岩渕幸洋 役[91]
- アオとキイ（2021年8月11日 - 13日、NHK Eテレ） - アオ 役[92]

### 劇場アニメ
- 千と千尋の神隠し（2001年7月20日、東宝） - 坊 / 坊ネズミ 役
- ハウルの動く城（2004年11月20日、東宝） - マルクル 役[93]
- 星をかった日（2006年、三鷹の森ジブリ美術館の短編作品） - 主演・ノナ 役
- 映画ドラえもん のび太の恐竜2006（2006年3月4日、東宝） - ピー助 役[94]
- ピアノの森（2007年7月21日、松竹） - 雨宮修平 役
- サマーウォーズ（2009年8月1日、ワーナー・ブラザース映画） - 主演・小磯健二 役[95]
- 借りぐらしのアリエッティ（2010年7月17日、東宝） - 翔 役
- とある飛空士への追憶（2011年10月1日、東京テアトル） - 主演・狩乃シャルル 役[96]
- 君の名は。（2016年8月26日、東宝） - 主演・立花瀧 役[97]
- メアリと魔女の花（2017年7月8日、東宝） - ピーター 役[98]
- 天気の子（2019年7月19日、東宝） - 立花瀧 役[99]
- 映画ドラえもん のび太の新恐竜（2020年8月7日、東宝） - ピー助 役
- シン・エヴァンゲリオン劇場版𝄇（2021年3月8日、東宝 / 東映 / カラー）[100]
- 100日間生きたワニ（2021年7月9日、東宝） - 主演・ワニ 役[101]
- すずめの戸締まり（2022年11月11日、東宝） - 芹澤朋也 役[102]

### 吹き替え
- キリクと魔女（2003年8月2日、アルバトロス・フィルム） - 主演・キリク 役
- ぼくセザール10歳半 1m39cm（2004年7月31日、アスミック・エース） - 主演・セザール 役
- 皇帝ペンギン（2005年7月16日、ギャガ） - 子ペンギン 役
- アーサーとミニモイの不思議な国（2007年9月22日、アスミック・エース） - 主演・アーサー 役
  - アーサーと魔王マルタザールの逆襲（2010年4月29日、アスミック・エース） - 主演・アーサー 役[103]
- パラサイト 半地下の家族（2021年1月8日） - 主演・ギウ〈チェ・ウシク〉 役 ※日本テレビ「金曜ロードSHOW!」版[104]

### ナレーション
- アルマの伝説〜君の知らない犬物語〜（2010年12月13日 - 16日、NHK教育） - ナレーション・アルマの声 役
- ノンフィクションW「ノリウッドムービーができるまで。ナイジェリア”世界一の映画都市”夢と熱」（2013年6月28日、WOWOW）

### ドキュメンタリー
- いかりや長介 野生のアフリカ大冒険 〜8歳の親友と旅する16000km（2001年、テレビ東京）
- 地球の未来!緊急取材「宮根誠司と考える!持続可能な世界とは」（2012年7月16日、日本テレビ） - ナビゲーター
- 新発見アートバラエティ『アーホ!世界も!』（2012年11月10日、フジテレビ） - ナビゲーター
  - 新発見アートバラエティ『アーホ!』（2013年3月1日、フジテレビ） - スタジオゲスト、ナビゲーター
- 神木隆之介20歳の旅 ベトナム国境鉄道を行く〜世界一美しい絶景棚田を求めて〜（2014年7月12日、BSジャパン） - ナビゲーター[105]
- NHKスペシャル NEXT WORLD 私たちの未来（2015年1月3日 - 2月12日、NHK総合） - ナビゲーター[106]
- バタフライエフェクト あの日があるから今がある（2022年1月11日、NHK総合） - ナビゲーター[107][注釈 6]

### ラジオ番組
- 神木隆之介のオールナイトニッポン0(ZERO)（2020年10月11日（10日深夜）、ニッポン放送）[110][111]
- 神木隆之介のRADIO MOG STATION supported by FINAL FANTASY XIV（2021年10月14日 - 11月18日、TOKYO FMほか全国JFN38局） - パーソナリティ[112]

### ラジオドラマ
- ぼんくら・日暮らし（ABCラジオ、原作：宮部みゆき） - おでこの三太郎 役
  - ぼんくら（2005年10月 - 12月（全12回））
  - 日暮らし（2006年1月 - 3月（全12回））

### ウェブドラマ
- 三井不動産レジデンシャル製作WEBドラマ「タイムスリップ!堀部安兵衛」（2014年） - 青山光 役

### CM
- パピレス「Renta!」（2017年 - ）[113]
- KDDI au 「意識高すぎ!高杉くん」シリーズ（2018年 - ）  [114]
- みずほ銀行「宝くじ」「ロト6」「ナンバーズ」（2018年 - ）
- サントリー食品インターナショナル「BOSS」（2021年 - ）[115]
- 三菱電機「♯しあわせをシェアしよう。」シリーズ（2022年 - ）[116]
- リクルートスタッフィング（2023年3月 - ）
- ラクスル（2024年4月 - ）
- バンダイ ONE PIECE カードゲーム
  - 「ワンピカードの会"発足"」篇（2024年5月 - ）[117]
  - 「強敵！BE:FIRST」篇（2024年7月7日 - ）[118]
  - 「ガチな2人」篇（2024年11月24日 - ）[119]
  - 「同級生対決」篇（2025年2月20日 - ）[120]
  - 「入ってみる？ワンピカードの会」篇（2025年5月20日 - ）[121]
  - 「はじめてみる？ワンピカードの会」篇（2025年6月22日 - ）[122]
  - 「あけてみる？ワンピカードの会」篇（2025年7月19日 - ）[123]
  - 「3周年弾」篇（2025年8月16日 - ）[124]
- クラシエフーズ「FRISK」（2024年10月 - ）[125]
- 積水ハウス不動産（2025年1月 - ）[126]
- ドリコム・ウォルト・ディズニー・ジャパン「Disney STEP」（2025年3月 - ）[127]

過去
- トイボックス「ミッキーのおしゃべりハンドル」（1995年）- 1回目のCM出演
- 味の素ゼネラルフーヅ「フリフリシェイク」（1997年 - 1998年）
- P&G
  - 「リジョイ」（1998年）
  - 「JOY W除菌」（2021年 - 2023年）- ジョイ特殊部隊 隊員役[128]
- 東京ディズニーランド（1998年）
- シャープ「普通紙FAX」（1999年）
- 日本コカ・コーラ「キュン」篇（1999年）
- ロッテ「パイの実」（2003年 - 2004年）
- 東日本旅客鉄道
  - VIEW Suicaカード（2003年 - 2006年）- ナレーション・歌
  - タッチでGo!新幹線 （2018年）
- ハウス食品「加哩屋カレー」（2004年 - 2005年）
- スタジオジブリ ハウルの動く城 ジクソーパズル・DVD発売告知座談会（2005年）
- ヒストリーチャンネル「SAVE OUR HISTORY」（2005年）
- クレオ 「筆まめVer.16」（2005年）
- 味の素
  - クノールカップスープ（2005年 - 2006年）
  - パルスイート （2020年）
  - ほんだし（2020年 - 2023年）[129]
- ポルノグラフィティ 「THUMPχ」（2005年）- テレビスポット
- 日本広告審査機構「そんな広告アリ?」（2006年） - ナレーション
- 野村不動産 「プラウドシティ大泉学園」（2006年）
- トヨタ自動車「ヴィッツ」（2007年） - ナレーション
- コナミ「ザックとオンブラ まぼろしの遊園地」（2010年）
- NTTドコモ（2012年）
- 本田技研工業（2012年 -  2015年）
- 東日本電信電話「フレッツ光」（2013年 - 2014年）
- リクルート
  - タウンワーク（2014年 - 2015年）
  - SUMMO（2021年 - 2022年）
- 三井不動産レジデンシャル（2015年）
- パルコ「冬のグランバザール2016」（2015年12月 - 2016年）
- クラシエホームプロダクツ「いち髪 予防美髪の女。シリーズ」（2016年 - 2018年）
- ゲオホールディングス「ゲオ夏キャン2016」（2016年）- 「君の名は。」とのタイアップCM
- 任天堂「Miitopia」（2016年）
- ライオン（2017年）- 「3月のライオン」とのタイアップCM
- アサヒ飲料
  - 三ツ矢サイダー（2017年）
  - WONDA（2018年 - 2020年3月）[130]
- 江崎グリコ「HOBAL」（2018年 - 2019年）[131]
- 学情「Re就活」（2018年 - 2020年7月）
- Niantic, Inc.・ポケモン 「Pokémon GO」（2019年）[132]
- サントリースピリッツ「-196℃ ストロングゼロ」（2020年10月 - 2021年）
- あいみょん「愛を知るまでは/桜が降る夜は」（2021年）- テレビスポット
- スクウェア・エニックス「ファイナルファンタジーXIV」（2021年 - 2022年）
- 日本マクドナルド「ハッピーセット」（2022年）[133]

### イベント
- 「ハウルの動く城」"公開まで待てない!"日テレプラザでハウルに会おう!（2004年11月3日、日テレプラザ） - オープニング・セレモニーゲスト
- 愛知万博の閉会式 （2005年9月25日、EXPOドーム） - ゲスト
- 第18回東京国際映画祭（2005年10月22日） - セレモニーゲスト
- Amuse presents THE GAME 〜Boy's Film Show〜（2009年）
- Amuse presents SUPER ハンサム LIVE 2009 ♂男 da 男!!♂（2009年12月29日・30日 / Zeep Tokyo、アミューズ）
- Amuse presents THE GAME 〜Boy's Film Show〜（2010年）
- Amuse presents SUPER ハンサム LIVE 2010（2010年12月29日・30日 / Zeep Tokyo、アミューズ）
- Amuse presents SUPER ハンサム LIVE 2011（2011年12月26日 - 28日 / パシフィコ横浜 国立大ホール、アミューズ）
- Amuse presents SUPER ハンサム LIVE 2012（2012年12月26日 - 28日 / パシフィコ横浜  国立大ホール、アミューズ）
- Amuse presents SUPER ハンサム LIVE 2013（2013年12月26日・27日 / 舞浜アンフィシアター、アミューズ）
- Amuse presents SUPER ハンサム LIVE 2014（2014年12月26日 - 28日 / パシフィコ横浜 国立大ホール、アミューズ）
- Act Against AIDS 2015「THE VARIETY 23」（2015年12月1日 / 日本武道館）
- Amuse presents HANDSOME FESTIVAL 2016（2016年12月17日・18日 / TOKYO DOME CITY HALL、12月29日 / 東京国際フォーラム ホールA、アミューズ）
- 江國香織×森雪之丞 新作連弾詩集発売記念朗読会『扉のかたちをした闇』（2017年1月23日 / 日本橋三井ホール） - 朗読[134]
- Amuse Presents HANDSOME FILM FESTIVAL 2017（2017年12月25日 - 27日 / TOKYO DOME CITY HALL、アミューズ）[135]
- Act Against AIDS 2018「THE VARIETY 26」（2018年12月1日 / 日本武道館）
- 岩井秀人プロデュース「いきなり本読み!」（2020年2月3日 / 浅草フランス座演芸場 東洋館）
- 15th Anniversary SUPER HANDSOME LIVE『JUMP↑with YOU』（2020年2月16日 / 両国国技館）
- Act Against Anything VOL.1「THE VARIETY 27」（2020年12月1日 / 日本武道館）
- 岩井秀人プロデュース「いきなり本読み! in 東京国際フォーラム」（2020年12月25日 / 東京国際フォーラム ホールC）
- ファイナルファンタジーXIV デジタルファンフェスティバル 2021（2021年5月15日・16日） - トークステージ「直樹の部屋」スペシャルゲスト[136]

### ミュージック・ビデオ
- サザンオールスターズ「彩 〜Aja〜」（2004年、タイシタレーベル）
- スネオヘアー「ストライク」（2004年、エピックレコードジャパン）
- Cocco「甘い香り（Movie Ver.）」（2007年、SPEEDSTAR RECORDS）※映画『遠くの空に消えた』の映像から
- 高橋優「陽はまた昇る」（2012年、ワーナーミュージックジャパン）
- 星野源のひとりエッジ in 武道館 （2015.08.12 at 日本武道館） ※第二部のちゃぶ台の置かれた部屋設定のステージにゲスト出演 星野源のYellow Dancerの初回限定盤に収録されている
- SEKAI NO OWARI「サザンカ」（2018年、Toy's Factory）

### ドラマCD
- ラグーンエンジン ドラマCD（2003年、ビクターエンタテインメント） - 等軍陣 役

### ゲーム
- ザックとオンブラ まぼろしの遊園地 （2010年、コナミ 任天堂DS） - ザック 役

## 音楽
- 『TOO YOUNG TO DIE! 地獄の歌地獄』（2016年） - 映画『TOO YOUNG TO DIE! 若くして死ぬ』サウンドトラック。劇中に登場するロックバンド“地獄図（ヘルズ）”のギター・大助として参加[137]。
  - 「TOO YOUNG TO DIE!」（『TOO YOUNG TO DIE! 若くして死ぬ』主題歌）
  - 「天国」（『TOO YOUNG TO DIE! 若くして死ぬ』劇中歌）

## 書籍
- 写真集 ぼくのぼうけん 厚地健太郎著 （2005年7月、角川書店） ISBN 978-4-048-53882-4
- 少年俳優 vol.1 表紙・ロンググラビア（2005年9月、ぴあ） ISBN 978-4-835-61593-6
- BOYS〜GRASSROOTS 表紙・メイングラビア （2006年2月、INFASパブリケーションズ） ISBN 978-4-900-78537-3
- 神木隆之介のMaster's Cafe 達人たちの夢の叶えかた（2015年9月25日、マガジンハウス） ISBN 978-4-8387-2800-8[138]
- 写真集 + DVDブック「Sincérité（サンセリテ）」（2017年1月21日、アミューズ）[139]
- 神木隆之介25周年アニバーサリーブック「おもて神木／うら神木」（2020年9月25日、アミューズ）[140]
- みやぎから、（2022年3月4日、NHK出版）ISBN 978-4-14-081895-4[注釈 7][141]
- かみきこうち（2023年3月20日、NHK出版）ISBN 978-4-14-081931-9[142]

### 雑誌連載
- 神木隆之介のMaster's Cafe 『an・an』（2013年8月7日号 - 2015年5月27日号）

### カバー写真
- ふたり、この夜と息をして（著・北原一、2020年10月14日、ポプラ社）[143]

## 監督・プロデュース
- ミュージックビデオ
  - 「I Treasure You」 - ハンサム15周年記念アルバム『15th Anniversary SUPER HANDSOME COLLECTION「JUMP↑」』（2019年11月30日、アミューズ）収録[144]

## 受賞歴
2005年
- 第14回日本映画批評家大賞 新人賞（南俊子賞） - 映画『お父さんのバックドロップ』

2006年
- 第29回 日本アカデミー賞 新人俳優賞 - 映画『妖怪大戦争』

2011年
- 第51回 モンテカルロ・テレビ祭（世界四大映像祭） 「テレビ映画部門」男優賞 ノミネート
- 第51回 モンテカルロ・テレビ祭（世界四大映像祭） 特別賞「AMADE / ユネスコ賞」- NHK『心の糸』

2012年
- 第4回 TAMA映画賞 最優秀新進男優賞 - 『桐島、部活やめるってよ』『劇場版 SPEC〜天〜』

2013年
- 第17回 日刊スポーツ・ドラマグランプリ・春ドラマ「助演男優賞」- 『家族ゲーム』
- 第77回 ザテレビジョンドラマアカデミー賞 「助演男優賞」- 『家族ゲーム』
- 第23回 TVLIFE年間ドラマ大賞2013 「助演男優賞」- 『家族ゲーム』

2015年
- ソウルドラマアワード 2015 アジアスター賞

2016年
- 第37回ヨコハマ映画祭 審査員特別賞（『バクマン。』）

2017年
- 第11回 声優アワード 「主演男優賞」- 『君の名は。』

2018年
- 第10回 コンフィデンスアワード・ドラマ賞 「助演男優賞」- 『刑事ゆがみ』

2020年
- エランドール賞 「新人賞（TVガイド賞）」

2024年
- 第66回ブルーリボン賞 「主演男優賞」 - 『大名倒産』『ゴジラ-1.0』
- 第47回 日本アカデミー賞 優秀主演男優賞（『ゴジラ-1.0』）
- 第32回 橋田賞（『らんまん』）
- 第61回 ギャラクシー賞 テレビ部門・個人賞（『らんまん』）

2025年
- 第122回 ザテレビジョンドラマアカデミー賞「主演男優賞」 - 『海に眠るダイヤモンド』